# 成對關鍵字
成對關鍵字是指有成對關係的關鍵字，出現在許多大部分的程式語言中。
- 比方:
  - C++,Java 等的 ( ), { } 一定是成對使用.
  - Delphi 的 ( ) , Begin/End , Case/End 也是成對出現.
  - Html 的tag,如 Table,TR,TD 會有對應的 /TD,/TR/Table.
  - 還有其他語言的 if/endif .. 等.

## 巢狀成對關鍵字語法亮度
```
巢狀成對關鍵字語法亮度是指:成對關鍵字在巢狀出現時，每個成對關鍵字會依其所在的層，而顯示其顏色.
```

## 用途
- 輔助閱讀程式，尤其是複雜，成對關鍵字巢狀密集時，非常有用.
- 協助肉眼偵錯:在編輯具有多層巢狀關鍵字的程式時，如果編輯時不慎漏掉或多一個元素，使成對關鍵字不對稱,
這時編譯器所能偵測語法有誤的行數，通常已經離真正發生疏失的地方距離甚遠.

## 有支援的軟體
- 彩虹編輯器

## 其他相關
- 群組關鍵字